# Nottingham Forest 1–8 Manchester United
Nottingham Forest 1 x 8 Manchester United foi uma partida ocorrida no dia 6 de fevereiro de 1999, válida pela 24ª rodada da Premier League de 1998–99. Esta é, até hoje, uma das maiores goleadas na história da competição e a maior já obtida por um time visitante até outubro de 2019, quando o Leicester derrotou o Southampton por 9 a 0.
O destaque foi para o norueguês Ole Gunnar Solskjær, que fez 4 gols em 10 minutos e tornou-se o jogador que mais fez gols como reserva utilizado em um jogo da Premier League.

## Antecedentes
Em fevereiro, o Manchester United assumiu a liderança da Premier League depois que venceu seu jogo contra o Charlton por 1 a 0 e viu o Chelsea perdeu pelo mesmo placar frente ao Arsenal. A vantagem dos Red Devils na liderança aumentou depois que venceu o Derby County.
O Nottingham Forest vivia situação oposta: sem vencer desde agosto de 1998, permanecia na parte de baixo da classificação, mesmo tendo vencido o Everton. Para tentar escapar do rebaixamento, a diretoria do clube demitiu Dave Bassett e apostou em Ron Atkinson, ex-técnico do próprio United.

## O jogo

### Primeiro tempo
Aos 2 minutos, Dwight Yorke abriu o placar, aproveitando cruzamento de Paul Scholes. Alan Rogers empatou depois de trocar passes com Jean-Claude Darcheville, porém a alegria do Forest durou apenas um minuto: o zagueiro holandês Jaap Stam afastou a bola da área do United, e ela chegou aos pés de Andy Cole, que driblou o veterano goleiro Dave Beasant e o zagueiro Craig Armstrong, chutando sem ângulo, e apesar do esforço do norueguês Jon Olav Hjelde em tentar evitar o gol, não teve êxito. Ron Atkinson tirou Darcheville aos 26 minutos para colocar o escocês Dougie Freedman

### Segundo tempo: o show e recorde de Solskjær
No segundo tempo, Cole e Yorke aumentaram a vantagem do Manchester United com 2 gols, respectivamente, aos 5 e 27 minutos. Aos 32 minutos, Alex Ferguson fez 2 mudanças - o capitão Roy Keane saiu para a entrada de John Curtis, enquanto Yorke foi substituído por Solskjær. Atkinson, por sua vez, mandou Jesper Mattsson e Hugo Porfírio para os lugares de Armstrong e Scot Gemmill. Foi a partir dos 34 minutos da segunda etapa que Solskjær brilhou: o primeiro gol foi após um erro na saída de bola do Forest; o segundo foi depois que aproveitou rebote de Beasant, que viria a ser driblado - 2 minutos antes, Ferguson colocou em campo o meia Nicky Butt.
Solskjær completou seu hat-trick já nos acréscimos, depois de receber um passe de Scholes, mandou um chute forte, sem chance para Beasant. O oitavo gol saiu também nos acréscimos, quando Scholes errou o chute, mas a bola sobrou para o Baby-faced assassin (apelido de Solskjær) completar para as redes do Forest.

## Ficha Técnica da Partida
| 6 de fevereiro de 1999 | Nottingham Forest | 1 – 8         | Manchester United                                          | City Ground, Nottingham, Inglaterra  |
|                        | Rogers 6'         | Ficha Técnica | Yorke 2', 67' · Cole 7', 50' · Solskjær 80', 88', 90', 90' | Público: 30,025 Árbitro: Paul Alcock |

| Nottingham Forest | Manchester United |

|                |    |                         |     |     |
|                |    |                         |     |     |
| G              | 1  | Dave Beasant            |     |     |
| LD             | 30 | John Harkes             |     |     |
| Z              | 15 | Craig Armstrong         |     | 84' |
| Z              | 6  | Jon Olav Hjelde         |     |     |
| LE             | 3  | Alan Rogers             |     |     |
| MD             | 7  | Steve Stone             |     |     |
| MC             | 20 | Carlton Palmer          |     |     |
| MC             | 10 | Andy Johnson            |     |     |
| ME             | 8  | Scot Gemmill            |     | 57' |
| A              | 40 | Pierre van Hooijdonk    |     |     |
| A              | 19 | Jean-Claude Darcheville |     | 26' |
| Substituições: |    |                         |     |     |
| G              | 13 | Mark Crossley           |     |     |
| Z              | 25 | Jesper Mattsson         |     | 57' |
| MF             | 11 | Chris Bart-Williams     |     |     |
| MF             | 31 | Hugo Porfírio           | 79' | 74' |
| A              | 14 | Dougie Freedman         |     | 26' |
| Treinador:     |    |                         |     |     |
| Ron Atkinson   |    |                         |     |     |

|                |    |                      |     |     |
|                |    |                      |     |     |
| GK             | 1  | Peter Schmeichel     |     |     |
| RB             | 2  | Gary Neville         |     |     |
| CB             | 5  | Ronny Johnsen        |     |     |
| CB             | 6  | Jaap Stam            |     |     |
| LB             | 12 | Phil Neville         | 81' |     |
| RM             | 7  | David Beckham        |     |     |
| CM             | 18 | Paul Scholes         |     |     |
| CM             | 16 | Roy Keane ()         | 37' | 72' |
| LM             | 15 | Jesper Blomqvist     |     | 86' |
| CF             | 19 | Dwight Yorke         |     | 72' |
| CF             | 9  | Andy Cole            |     |     |
| Substituições: |    |                      |     |     |
| GK             | 17 | Raimond van der Gouw |     |     |
| DF             | 4  | David May            |     |     |
| DF             | 13 | John Curtis          |     | 72' |
| MF             | 8  | Nicky Butt           |     | 86' |
| FW             | 20 | Ole Gunnar Solskjær  |     | 72' |
| Treinador:     |    |                      |     |     |
| Alex Ferguson  |    |                      |     |     |